# Камион
Камион (тј. теретно моторно возило) је моторно возило намењено за превоз терета, обично у друмском саобраћају. Реч „камион" доспела је у српски језик од француске речи за теретно моторно возило „camion", највероватније током Првог светског рата. Основни елементи структуре камиона су: погонски агрегат (мотор), шасија (платформа), каросерија (кабина и товарни сандук), специјални системи (самоистовар, систем за повезивање вучног и прикључног возила и сл). Шасија може бити интегрисана са каросеријом, односно товарним сандуком и отворена носећа за надоградњу и вучу (тегљач) прикључних возила. Камиони као теретна возила а на основу амбијента за који су намењени могу бити путна (друмска) и беспутна (теренска). 
Већина камиона који се тренутно користе још увек покрећу дизел мотори, иако мали и средњи камиони са бензинским моторима постоје у САД, Канади и Мексику. Тржишни удео камиона на електрични погон брзо расте, очекује се да ће достићи 7% на глобалном нивоу до 2027. године, а електрични погон већ преовладава и међу највећим и најмањим камионима. У Европској унији, возила са бруто комбинованом масом до 3,5 t (3,4 дуге тоне; 3,9 кратких тона) позната су као лака комерцијална возила, а она преко као велика теретна возила.

## Типови
Према положају мотора разликују се следеће композиционе шеме теретних возила - камиона:
- мотор изнад предње осовине, кабина иза мотора
- мотор изнад предње осовине, кабина делимично изнад мотора
- мотор изнад предње осовине, кабина изнад мотора
- мотор иза предње осовине, кабина испред предње осовине

Са аспекта основне намене, камиони се могу сврстати у три основне групе: 
- транспортни

1. мали терет (камионет)
2. теретни
3. фургон
4. самоистоварач
5. дампер

- радни (дизалица, ел. агрегат, чишћење и прање улица, радионица и др.)
- специјални

1. цистерна
2. хладњача
3. превоз стоке
4. превоз дрвета
5. бет. мешалица
6. санитет

Категоризација камиона се може извршити и на основу носивости.
Камион може вући једну или више приколица. У зависности од конструкције и намене, разликују се разне врсте камиона, нпр:
- кипер је камион код којег се иза возачке кабине налази сандук за сипки терет, који се по потреби може нагнути, тако да се истовар терета врши под утицајем Земљине теже;
- цистерна је камион намењен за превоз течности;
- тегљач је камион код којег не постоји товарни простор, већ само специјални зглоб (седло), на који се ослања предњи део полуприколице, у којој се превози терет. Овакав скуп возила се стручно назива вучни воз, или колоквијално шлепер.

## Историја
У Југославији је 1938. године било регистровано само 12.500 моторних возила. Међутим, те исте године отпочиње прва монтажа моторних возила - камиона у Југославији и на Балкану у фабрици авионских мотора - ИМАД у селу Раковица близу Београда. Већ следеће 1939. године у кругу ИМАД-а почиње изградња прве наменске фабрике аутомобилских мотора и камиона која је свечано отворена октобра 1940. године. Купљена је лиценца за камион прага РН-8 с редним четворотактним 6-то цилиндричним бензинским мотором, воденим хлађењем, јачине 70 коњских снага, са бочним стојећим вентилима. До Немачко-италијанског напада на Југославију априла 1941. монтирао је свега 250 камиона. Након завршетка рата, нове власти покренуле су производне линије за камионе у ИМР-у (бивши ИМАД) у Раковици и у ТАМ-у у Марибору. Набављена је додатна документација за камион Прага РН-13 носивости 3,5 тоне који је понео ново име пионир. Обе фабрике су упоредо производиле пионире до 1950. године. У ТАМ-у производили су пионире до 1959. године. Укупно је произведено 17.416 возила. Камион ТАМ пионир је прво моторно возило које се масовно производило у Југославији.

### Унутрашње сагоревање
Године 1895, Карл Бенз је дизајнирао и направио први камион са унутрашњим сагоревањем. Касније те године неки од Бензових камиона су модификовани у аутобусе од стране Нетфенера. Годину дана касније, 1896. године, Готлиб Дајмлер је направио још један камион са мотором са унутрашњим сагоревањем, Дајмлер Мотор Ластваген. Друге компаније, као што су Пежо, Рено и Бисинг, такође су направиле своје верзије. Први камион у Сједињеним Државама направио је Аутокар 1899. године и био је доступан са моторима од 5 или 8 КС (4 или 6 kW). Камиони тог доба су углавном користили двоцилиндричне моторе и имали су носивост од 15 до 2 тоне (33.100 до 4.400 lb). После Првог светског рата направљено је неколико напретка: електрични стартери и мотори са 4, 6 и 8 цилиндара.

### Дизел мотори
Иако је изумљен 1897. године, дизел мотор се није појавио у производњи камиона све док га Бенз није представио 1923. године. Дизел мотор није био уобичајен у камионима у Европи све до 1930-их. У Сједињеним Државама, Аутокар је средином 1930-их увео дизел моторе за тешке примене. Потражња је била довољно велика да је Аутокар 1939. лансирао модел „DC“ (конвенционални дизел). Међутим, требало је много дуже да дизел мотори буду широко прихваћени у САД: бензински мотори су још увек били у употреби на тешким камионима 1970-их.

### Електрични мотори
Електрични камиони претходили су камионима са унутрашњим сагоревањем и били су стално доступни од средине 19. века. Током 1920-их, Аутокар Трукс је био први од водећих произвођача камиона који је понудио низ електричних камиона на продају. Електрични камиони су били успешни за градску доставу и као специјализована радна возила као што су виљушкари и тегљачи. Већа густина енергије течних горива убрзо је довела до опадања камиона на електрични погон у корист, прво, бензинских, а затим дизел мотора и мотора на ЦНГ, све док технологија батерија није напредовала 2000-их, када су нове хемије и производња већег обима прошириле опсег применљивости електричног погона на камионе у много више улога. Данас произвођачи електрифицирају све камионе услед националних регулаторних захтева, при чему су камиони великог домета најизазовнији.

## Продаја

### Светско тржиште камиона
| Поз. | Модел                                                                       | Јединица |
| ---- | --------------------------------------------------------------------------- | -------- |
| 1    | Дајмлер (Мерцедес-Бенц, Фрејтлајер, Јунимог, Вестерн стар, Фјусо, Братбенц) | 506.663  |
| 2    | Навистар интернашонал                                                       | 359.000  |
| 3    | Донгфенг                                                                    | 336.869  |
| 4    | Тата                                                                        | 317.780  |
| 5    | Волво група (Волво, Мак, Рено, УД Нисан)                                    | 207.475  |
| 6    | Фолксваген група (, Сканија, Камињос е Онибус)                              | 179.035  |
| 7    | Хино                                                                        | 162.870  |
| 8    | Пакар (, Кенворт, Петербилт, Лејланд)                                       | 154.700  |
| 9    | Стелантис (Ивеко)                                                           | 140.200  |